# Firing Squad (album)
Firing Squad je druhé studiové album hip-hopového hardcore dua M.O.P.. Album produkoval známý DJ Premier z dua Gang Starr.

## Seznam skladeb
| #  | Název                          | Producent(i)          | Host(é)    | Délka | Sampl(y)                                                  |
| -- | ------------------------------ | --------------------- | ---------- | ----- | --------------------------------------------------------- |
| 1  | "Intro"                        | DJ Premier            |            | 0:50  |                                                           |
| 2  | "Firing Squad (Skit)"          |                       |            | 0:41  |                                                           |
| 3  | "Firing Squad"                 | DJ Premier            | Teflon     | 4:21  | *"What Kind of Person Are You" by Zulema.                 |
| 4  | "New Jack City"                | DJ Premier            | Teflon     | 2:53  | *"Spanish Steps" by Modern Jazz Quartet                   |
| 5  | "Stick to Ya Gunz"             | DJ Premier            | Kool G Rap | 3:51  | *"Life Has It's Little Ups and Downs" by Brook Benton     |
| 6  | "Anticipation"                 | M.O.P. & Laze E. Laze |            | 4:37  | *"MC's Act Like They Don't Know" by KRS-One               |
| 7  | "Born 2 Kill"                  | Big Jaz               |            | 4:33  |                                                           |
| 8  | "Brownsville"                  | DJ Premier            |            | 4:41  |                                                           |
| 9  | "Salute"                       | DJ Premier            |            | 2:13  |                                                           |
| 10 | "World Famous"                 | Big Jaz               |            | 4:11  | *"Be Real Black for Me" by Roberta Flack & Donny Hathaway |
| 11 | "Downtown Swinga '96"          | DJ Premier            |            | 3:40  | *"I Had A Dream" by Hubert Laws                           |
| 12 | "Lifestyles Of A Ghetto Child" | Big Jaz               |            | 3:50  | *"Stronger Than Us" by Francis Lai                        |
| 13 | "Revolution"                   | M.O.P. & Laze E. Laze |            | 5:35  |                                                           |
| 14 | "Illside of Town"              | M.O.P. & Laze E. Laze |            | 3:34  | *"If You Let Me" by Eddie Kendricks                       |
| 15 | "Nothin' 2 Lose"               | Ali Dee               |            | 4:32  | *"A Love of Your Own" by Average White Band               |
| 16 | "Dedication (Interlude)"       |                       |            | 1:19  |                                                           |
| 17 | "Dead & Gone"                  | M.O.P. & Laze E. Laze | Battle     | 4:59  | *"Let's Do It Again" by The Staple Singers                |
| 18 | "Born 2 Kill (Jazz Remix)"     |                       |            | 4:38  |                                                           |